# Gino Ottier
Gino Ottier, all'anagrafe Luigi, (Roma, 16 agosto 1902 – Roma, 15 giugno 1984) è stato un calciatore italiano, di ruolo attaccante.

## Carriera
Cresciuto nella Lazio, debutta in prima squadra nel 1921-1922. Rimane in maglia biancoceleste fino al 1929 disputando complessivamente 57 gare e mettendo a segno 23 reti in sei stagioni nella massima categoria.